# Fara Vallis
La Fara Vallis è una struttura geologica della superficie di Venere.